# Матч звёзд чемпионата России по волейболу среди мужчин
Матч звёзд имени Владимира Ивановича Саввина — ежегодная игра с участием сильнейших волейболистов, выступающих в чемпионате России. Проводилась в 2005 и с 2008 по 2014 год.

## Хронология проведения матчей
| Год  | Дата          | Место проведения              | Участники и результат                                                                     |
| ---- | ------------- | ----------------------------- | ----------------------------------------------------------------------------------------- |
| 2005 | 24 декабря    | Москва, УСЗ «Дружба»          | Сборная России — Легионеры Суперлиги — 3:1 (23:25, 25:13, 25:22, 25:19)                   |
| 2008 | 5 февраля     | Москва, УСЗ «Дружба»          | «Звёзды России» — «Звёзды мира» — 3:0 (25:17, 25:19, 25:23)                               |
| 2009 | 30 января     | Сургут, Теннисный центр       | «Звёзды России» — «Звёзды мира» — 3:0 (25:19, 25:19, 25:23)                               |
| 2010 | 30—31 января  | Екатеринбург, ДИВС «Уралочка» | «Звёзды России» — «Звёзды мира» — 2:3 (25:22, 19:25, 29:27, 20:25, 13:15)                 |
| 2011 | 22—23 января  | Кемерово, «Арена»             | «Звёзды Запада» — «Звёзды Востока» — 3:1 (25:20, 24:26, 25:16, 25:22)                     |
| 2012 | 27—28 января  | Белгород, «Космос»            | «Звёзды Запада» — «Звёзды Востока» — 3:0 (30:28, 25:21, 25:20)                            |
| 2013 | 22—23 февраля | Москва, УСЗ «Дружба»          | Команда Сергея Тетюхина — Команда Максима Михайлова — 1:3 (23:25, 21:25, 25:17, 20:25)    |
| 2014 | 1 февраля     | Белгород, «Космос»            | Команда Вадима Хамутцких — Команда Константина Ушакова — 3:1 (26:28, 26:24, 25:21, 25:23) |
| 2014 | 29 декабря    | Белгород, «Космос»            | «Звёзды России» — «Звёзды мира» — 2:3 (24:26, 25:23, 25:22, 21:25, 10:15)                 |

В 2010—2013 годах Матч звёзд проводился в рамках двухдневного «звёздного уик-энда», также включавшего в себя открытые тренировки, мастер-классы, конкурсы для волейболистов и зрителей и мини-матчи по необычному регламенту.

## История

### 2005—2010: россияне против легионеров
Первый Матч звёзд чемпионата России состоялся 24 декабря 2005 года в московском универсальном спортивном зале «Дружба» с участием руководимой Зораном Гаичем сборной России и команды легионеров из семи стран, которую вывел на площадку Владимир Алекно. Стартовые составы команд были определены по результатам голосования на сайте газеты «Спорт-Экспресс», в котором приняли участие около 8 тысяч человек. Перед игрой состоялось чествование игроков мужской сборной Советского Союза, выигравшей золото на Олимпийских играх 1980 года в Москве. Правила Матча звёзд в целом не отличались от традиционных, за исключением возможности производить неограниченное количество замен. Проиграв первую партию, сборная России в итоге смогла добиться победы со счётом 3:1.
Три следующих матча прошли с участием команд «Звёзды России» и «Звёзды мира». В 2008 году россиянами руководил Владимир Алекно, а иностранцами — Даниэле Баньоли, в распоряжении которого оказались представители восьми стран, в том числе четверо игроков сборной США, за действиями которых с трибуны наблюдали генеральный менеджер американской команды Даг Бил и её главный тренер Хью Маккатчен. В церемонии награждения участвовал президент России Владимир Путин.
В 2009 году звёздные команды собрались в Сургуте, действиями российских игроков руководил тренер «Факела» Борис Колчин, наставником легионеров снова был Даниэле Баньоли. Эта встреча, как и предыдущая, завершилась победой «Звёзд России» со счётом 3:0.
Четвёртый Матч звёзд состоялся в 2010 году в Екатеринбурге. Традиционному празднику волейбола присвоено имя Владимира Ивановича Саввина, а программа мероприятия растянулась на два дня: волейболисты приняли участие в открытых тренировках, мастер-классах, разнообразных конкурсах и в главном событии — Матче звёзд, для выявления победителя в котором потребовалось сыграть пять партий. Впервые команда легионеров, с которой работал Владимир Алекно, вышла победителем в споре с волейболистами России, тренируемыми возглавлявшим в то время сборную страны Даниэле Баньоли.
За четыре года лауреатами голосования болельщиков на интернет-портале «Спорт-Экспресс» становились 13 волейболистов из России и 21 игрок из других стран. Они получали право выходить на Матчи звёзд в стартовых составах своих команд.
| Игроки стартовых составов по результатам голосования болельщиков | Игроки стартовых составов по результатам голосования болельщиков | Игроки стартовых составов по результатам голосования болельщиков | Игроки стартовых составов по результатам голосования болельщиков |
| ---------------------------------------------------------------- | ---------------------------------------------------------------- | ---------------------------------------------------------------- | ---------------------------------------------------------------- |
| Россияне                                                         |                                                                  |                                                                  |                                                                  |
| Игрок                                                            | Клуб                                                             | Клуб                                                             | Годы                                                             |
| Павел Абрамов                                                    | «Искра»                                                          | «Искра»                                                          | 2005                                                             |
| Юрий Бережко                                                     | «Динамо» М                                                       | «Динамо» М                                                       | 2008                                                             |
| Алексей Вербов                                                   | «Локомотив-Белогорье», «Искра», «Зенит»                          | «Локомотив-Белогорье», «Искра», «Зенит»                          | 2005, 2008, 2009, 2010                                           |
| Александр Волков                                                 | «Динамо» М                                                       | «Динамо» М                                                       | 2008                                                             |
| Андрей Егорчев                                                   | «Динамо» М, «Искра»                                              | «Динамо» М, «Искра»                                              | 2005, 2009                                                       |
| Алексей Казаков                                                  | «Искра», «Урал», «Локомотив» Н                                   | «Искра», «Урал», «Локомотив» Н                                   | 2005, 2008, 2009, 2010                                           |
| Александр Косарев                                                | «Локомотив-Белогорье», «Факел»                                   | «Локомотив-Белогорье», «Факел»                                   | 2009, 2010                                                       |
| Алексей Кулешов                                                  | «Искра»                                                          | «Искра»                                                          | 2008, 2010                                                       |
| Максим Михайлов                                                  | «Ярославич»                                                      | «Ярославич»                                                      | 2010                                                             |
| Семён Полтавский                                                 | «Динамо» Москва                                                  | «Динамо» Москва                                                  | 2005, 2008, 2009                                                 |
| Сергей Тетюхин                                                   | «Локомотив-Белогорье», «Зенит»                                   | «Локомотив-Белогорье», «Зенит»                                   | 2005, 2008, 2009, 2010                                           |
| Константин Ушаков                                                | «Факел»                                                          | «Факел»                                                          | 2005                                                             |
| Вадим Хамутцких                                                  | «Факел», «Локомотив-Белогорье», «Ярославич»                      | «Факел», «Локомотив-Белогорье», «Ярославич»                      | 2008, 2009, 2010                                                 |
| Легионеры                                                        |                                                                  |                                                                  |                                                                  |
| Игрок                                                            | Гражданство                                                      | Клуб                                                             | Годы                                                             |
| Энри Бель                                                        | Куба                                                             | «Локомотив-Изумруд»                                              | 2005                                                             |
| Ллой Болл                                                        | США                                                              | «Зенит»                                                          | 2008, 2009, 2010                                                 |
| Игор Вушурович                                                   | Сербия и Черногория                                              | «Луч»                                                            | 2005                                                             |
| Данте                                                            | Бразилия                                                         | «Динамо» М                                                       | 2009, 2010                                                       |
| Жиба                                                             | Бразилия                                                         | «Искра»                                                          | 2008, 2009                                                       |
| Лукаш Кадзевич                                                   | Польша                                                           | «Локомотив-Белогорье»                                            | 2010                                                             |
| Матей Казийски                                                   | Болгария                                                         | «Динамо» М                                                       | 2005                                                             |
| Дэвид Ли                                                         | США                                                              | «Локомотив» Н                                                    | 2010                                                             |
| Ричард Лэмбурн                                                   | США                                                              | «Локомотив-Белогорье»                                            | 2009                                                             |
| Ромеро Поэй                                                      | Куба                                                             | «Нефтяник» Ярославль                                             | 2005                                                             |
| Уильям Придди                                                    | США                                                              | «Локомотив» Н                                                    | 2010                                                             |
| Рафаэл                                                           | Бразилия                                                         | «Динамо-Таттрансгаз»                                             | 2005                                                             |
| Туомас Саммелвуо                                                 | Финляндия                                                        | «Динамо-Янтарь»                                                  | 2008                                                             |
| Алехандро Спайич                                                 | Аргентина                                                        | «Локомотив-Белогорье»                                            | 2005                                                             |
| Клейтон Стэнли                                                   | США                                                              | «Зенит»                                                          | 2008, 2009, 2010                                                 |
| Владимир Титаренко                                               | Украина / Россия                                                 | «Динамо» М                                                       | 2009                                                             |
| Томас Хофф                                                       | США                                                              | «Факел»                                                          | 2008                                                             |
| Джейсон Хэлдейн                                                  | Канада                                                           | «Локомотив-Изумруд»                                              | 2008                                                             |
| Христо Цветанов                                                  | Болгария                                                         | «Локомотив-Изумруд»                                              | 2009, 2010                                                       |
| Матей Чернич                                                     | Италия                                                           | «Динамо» М                                                       | 2008                                                             |
| Юбер Энно                                                        | Франция                                                          | «Динамо» М                                                       | 2005                                                             |

В отдельные годы реальные стартовые составы отличались от тех, что были выбраны болельщиками по причине травм волейболистов и тренерских решений. В 2008 году вместо Юрия Бережко с первых минут на площадку вышел Александр Косарев, а тренер «Звёзд мира» Даниэле Баньоли оставил в запасе американцев Ллоя Болла, Тома Хоффа, Клейтона Стэнли и выпустил в стартовом составе Лоика де Кергре, Дениса Чауса и Йохена Шёпса, из-за травм на площадке не появились Жиба и Матей Чернич. В 2010 году не играли Алексей Кулешов, Александр Косарев и Данте, которых в стартовых составах заменили соответственно Дмитрий Мусэрский, Тарас Хтей и Лукаш Кадзевич.

### 2011—2012: Запад против Востока
В 2011 году Всероссийская федерация волейбола изменила формат Матча звёзд, разделив клубы по географическому принципу и предложив болельщикам выбирать составы сборных Запада и Востока. Если в 2011 году разделение команд было условным, то в следующем сезоне оно соответствовало двум дивизионам чемпионата России, вследствие чего игрокам «Зенита» довелось поиграть и за «Звёзд Запада», и за «Звёзд Востока», а главному тренеру казанского клуба Владимиру Алекно в 2011 году руководить западной командой, а через год — восточной. Его визави в этих матчах были Андрей Воронков и Геннадий Шипулин.
Матч звёзд-2011 стал первым крупным событием, прошедшим в новом спорткомплексе «Арена» в Кемерове. В 2012 году звёздные команды встречались в Белгороде.
| Игроки стартовых составов по результатам голосования болельщиков | Игроки стартовых составов по результатам голосования болельщиков | Игроки стартовых составов по результатам голосования болельщиков | Игроки стартовых составов по результатам голосования болельщиков |
| ---------------------------------------------------------------- | ---------------------------------------------------------------- | ---------------------------------------------------------------- | ---------------------------------------------------------------- |
| Запад                                                            |                                                                  |                                                                  |                                                                  |
| Игрок                                                            | Гражданство                                                      | Клуб                                                             | Годы                                                             |
| Алексей Вербов                                                   | Россия                                                           | «Искра»                                                          | 2011, 2012                                                       |
| Алексей Казаков                                                  | Россия                                                           | «Динамо» М                                                       | 2011                                                             |
| Максим Михайлов                                                  | Россия                                                           | «Зенит»                                                          | 2011                                                             |
| Дмитрий Мусэрский                                                | Россия                                                           | «Белогорье»                                                      | 2011, 2012                                                       |
| Сергей Тетюхин                                                   | Россия                                                           | «Зенит», «Белогорье»                                             | 2011, 2012                                                       |
| Вадим Хамутцких                                                  | Россия                                                           | «Ярославич»                                                      | 2011, 2012                                                       |
| Тарас Хтей                                                       | Россия                                                           | «Белогорье»                                                      | 2011, 2012                                                       |
| Йохен Шёпс                                                       | Германия                                                         | «Искра»                                                          | 2012                                                             |
| Дмитрий Щербинин                                                 | Россия                                                           | «Динамо» М                                                       | 2012                                                             |
| Восток                                                           |                                                                  |                                                                  |                                                                  |
| Игрок                                                            | Гражданство                                                      | Клуб                                                             | Годы                                                             |
| Николай Апаликов                                                 | Россия                                                           | «Зенит»                                                          | 2012                                                             |
| Денис Бирюков                                                    | Россия                                                           | «Локомотив» Н                                                    | 2012                                                             |
| Александр Бутько                                                 | Россия                                                           | «Локомотив» Н                                                    | 2011, 2012                                                       |
| Александр Герасимов                                              | Россия                                                           | «Локомотив-Изумруд»                                              | 2011                                                             |
| Лукаш Кадзевич                                                   | Польша                                                           | «Газпром-Югра»                                                   | 2011                                                             |
| Валерий Комаров                                                  | Россия                                                           | «Локомотив» Н                                                    | 2011                                                             |
| Дэвид Ли                                                         | США                                                              | «Кузбасс»                                                        | 2011                                                             |
| Максим Михайлов                                                  | Россия                                                           | «Зенит»                                                          | 2012                                                             |
| Туомас Саммелвуо                                                 | Финляндия                                                        | «Локомотив» Н                                                    | 2011                                                             |
| Александр Соколов                                                | Россия                                                           | «Факел»                                                          | 2012                                                             |
| Теодор Тодоров                                                   | Болгария                                                         | «Газпром-Югра»                                                   | 2012                                                             |
| Игорь Шулепов                                                    | Россия                                                           | «Газпром-Югра»                                                   | 2011, 2012                                                       |

В 2011 году из-за травм стартовый состав «Звёзд Запада» недосчитался Сергея Тетюхина и Алексея Вербова, а за «Звёзд Востока» не сыграли Туомас Саммельвуо и Дэвид Ли. Их заменили соответственно Максим Пантелеймоненко, Александр Янутов, Николай Леоненко и Андрей Ащев. В 2012 году вместо травмированных Дмитрия Мусэрского и Тараса Хтея в стартовом составе «Звёзд Запада» выходили Алексей Кулешов и Александр Косарев.

### 2013: созвездие олимпийских чемпионов
В седьмом Матче звёзд встречались команды Сергея Тетюхина и Максима Михайлова. Первоначальный список из 56 волейболистов болельщики путём голосования на портале «Чемпионат.com» сократили до 32 игроков, из которых капитаны команды выбирали партнёров по принципу «драфта», в течение 10 дней называя имена одного или двух игроков. За день до начала «драфта» капитаны определились с наставниками: Сергей Тетюхин «назначил» главным тренером своей команды Вадима Хамутцких, а старшим тренером — Геннадия Шипулина. Максим Михайлов также выбрал главным тренером действующего игрока — Александра Волкова, пропускающего клубный сезон из-за травмы, а ассистентом Волкова стал главный тренер сборной России на Олимпийских играх в Лондоне-2012 Владимир Алекно.
22 и 23 февраля 2013 года в московском универсальном зале «Дружба» команда, выигравшая золото лондонской Олимпиады, снова собралась практически в полном составе — в главном событии уик-энда, Матче звёзд, не играли только Александр Волков и Александр Бутько, при этом в третьей партии на площадку выходили тренеры Владимир Алекно, Вадим Хамутцких и Геннадий Шипулин. Матч изобиловал и другими необычными эпизодами, выходящими за рамки правил: зрители увидели атакующие удары в исполнении либеро, эффектный пас второго судьи Бартошу Куреку, подачу ногой в исполнении Лукаша Жигадло, ввод мяча в игру Марлоном из-за рекламных щитов, атаку Павла Мороза головой, трёх либеро на площадке в команде Михайлова.
Команда Михайлова, комплектовавшаяся своим капитаном по принципу приглашения более молодых игроков, одержала победу над в целом более опытной командой Тетюхина со счётом 3:1.

### Февраль 2014: прощальный матч Хамутцких и Ушакова
Восьмой Матч звёзд состоялся в белгородском дворце спорта «Космос» на следующий день после завершения «Финала шести» Кубка России. Его главными героями были прославленные связующие сборной России и начинающие тренеры Вадим Хамутцких и Константин Ушаков, которые сами сформировали составы команд, в начале игры побывали на площадке (матч был анонсирован как прощальный в карьере обоих связующих), а затем руководили своими командами в качестве главных тренеров. Им помогали Геннадий Шипулин и Юрий Маричев, а также первые наставники спортсменов — Анатолий Порошин и Татьяна Ушакова. Встреча завершилась победой команды Хамутцких в четырёх сетах.
В перерыве между второй и третьей партиями состоялся конкурс на самую сильную подачу, в котором лучшим во всех трёх попытках был Дмитрий Мусэрский, продолживший игру в амплуа либеро, не забывая при этом и об атакующих действиях, на что тренерский штаб команды Ушакова ответил переводом на позицию центрального блокирующего Максима Михайлова. В третьем сете поменялись командами Сергей Макаров и Александр Бутько, одну из атак Николая Павлова встретил блок из всей шестёрки игроков команды Ушакова, а в конце четвёртой партии на подачу выходили Геннадий Шипулин и Юрий Маричев.

### Декабрь 2014: россияне против легионеров
В сезоне-2014/15 было решено придать Матчу звёзд более явно выраженный соревновательный характер в связи с чем организаторы вернулись к первоначальному формату противостояния команд россиян и легионеров. Как и в феврале 2014 года, игра состоялась в Белгороде на следующий день после финала Кубка страны. Командой «Звёзды России», составленной из игроков пяти клубов, выступавших в финальном раунде Кубка России, руководили Владимир Алекно, Денис Матусевич и Юрий Маричев, тренерами «Звёзд мира» были Геннадий Шипулин, Андрей Воронков и Борис Колчин. Победу в матче, характер которого был одновременно дружественным и бескомпромиссным, одержали легионеры — 3:2.

## Факты и статистика
- Наибольшее количество раз в Матчах звёзд принимали участие Алексей Вербов и Сергей Тетюхин — по 8 раз. Вадим Хамутцких провёл шесть матчей в качестве игрока, один в качестве тренера и ещё один в качестве играющего тренера. Среди легионеров рекордсменами по количеству участий в Матчах звёзд являются волейболисты из США Ллой Болл, Уильям Придди и Клейтон Стэнли, венгр Петер Вереш и болгарин Тодор Алексиев, выходившие на площадку в четырёх Матчах звёзд.
- В 2009 году экс-украинец Максим Пантелеймоненко участвовал в голосовании за право войти в состав команды легионеров, а в 2010 году играл в Матче звёзд за команду «Звёзды России».
- В 2011 году Александр Герасимов был выбран игроком стартового состава команды «Звёзды Востока» несмотря на то, что его «Локомотив-Изумруд» выступал в том сезоне не в Суперлиге, а в высшей лиге «А»[16]. В 2009 году уральский клуб, также выступавший во втором по силе дивизионе, делегировал в состав «Звёзд мира» болгарского блокирующего Христо Цветанова.
- Участниками Матчей звёзд в качестве игроков были 23 олимпийских чемпиона из четырёх стран: игроки сборной Югославии Игор Вушурович и Никола Грбич, бразильцы Данте и Жиба, американцы Ллой Болл, Дэвид Ли, Ричард Лэмбурн, Уильям Придди, Шон Руни, Клейтон Стэнли и Кевин Хансен, россияне Николай Апаликов, Юрий Бережко, Александр Бутько, Александр Волков, Сергей Гранкин, Дмитрий Ильиных, Дмитрий Мусэрский, Максим Михайлов, Алексей Обмочаев, Александр Соколов, Сергей Тетюхин и Тарас Хтей. В 2013 году олимпийский чемпион Александр Волков, будучи действующим игроком, выполнял функции тренера одной из команд.
- Победителями конкурсов на самую сильную подачу становились Алексей Остапенко (в 2005 году с результатом 104 км/ч), Лучано де Чекко (2010 год, 114 км/ч), Николай Павлов и Клейтон Стэнли (2011 год, 118 км/ч), Дмитрий Мусэрский (2014 год, 121 км/ч) и дважды — Павел Мороз (в 2012 году с результатом 114 км/ч и в 2013-м с рекордом Матчей звёзд — 126 км/ч).